# Палата Хага
Палата Хага (швед. Haga slott), раније позната као Краљичин павиљон (швед. Drottningens paviljong), налази се у парку Хага, општина Солна у Стокхолму, у Шведској. Палата, саграђена између 1802 – 1805, направљена је по узору на италијанску вилу балет-мајстора Галодијера у Дротнингхолму од стране архитекте Карла Кристофера Гјервела по именовању краља Густафа IV Адолфа за краљевску децу. Био је дом или летњиковац за неколико чланова шведске краљевске породице – пре свега родно место садашњег краља – све до 1966. године када је краљ Густаф VI Адолф пренео на располагање влади и када је претворен у пансион за угледне стране званичне посетиоце. Премијер Фредрик Рејнфелт је 2009. године најавио да ће право располагања палатом бити враћено краљевском двору ако би га Викторија, престолонаследница Шведске и њен супруг, принц Данијел, војвода од Вестерготланда, користили као поклон за венчање 2010. Уселили су се у Хага палату након венчања 19. јуна те године.

## Историја
Када је краљ Густаф III убијен 1792. године, радови на његовом грандиозном замку код Брунсвикена су отказани, а његов син и наследник, краљ Густаф IV Адолф, је уместо тога почео да гради скромнију палату. Краљ се обратио релативно младом архитекти Карлу Кристоферу Гјервелу са циљем да изгради модерну кућу у стилу италијанске виле. Гјервел је био запослен у Хаги од 1788. и радио је за Луја Жана Деспреа и на подизању краљевског павиљона и недовршеног замка у Брунсвикену. Такође је био архитекта Ехо храма. Направио ју је по узору на италијанску вилу балет-мајстора Галодијера у Дротнингхолму коју је Гјервел сам дизајнирао. Темељ је постављен у мају 1802. године и већ пред крај године зграда је била под кровом. Извођач радова био је Херман Едберг који је, осим вештих занатлија зидара и столара, имао на располагању и групу пешака из Содерманланд регименте. У децембру 1803. краљ је обавештен да су скеле уклоњене и да су мермерни стубови подигнути. Стубови су били пореклом из Финске и однети су у Пољску за време краља Сигисмунда. Краљ Густаф II Адолф их је вратио у Шведску и користио их је Никодимус Тесин Млађи у згради Немачке цркве у Карлскрони. Када је црква обновљена након великог пожара 1790. године, 14 стубова је остављено на располагању за будућу употребу. Под је направљен од храстовине из палате Фредриксхов, а камен је првобитно био намењен никад довршеном замку краља Густафа III у Брунсвикену. Цела унутрашњост је завршена крајем 1805. године.

Од 1820-их палата је коришћена као летњиковац престолонаследника Оскара и његове супруге Џозефине. 1860. године палата је реновирана за најмлађег сина краља Оскара I, принца Августа и његову супругу принцезу Терезу. Принцеза је живела у палати Хага све до своје смрти 1914. године и унела је свој додир у палату током свог 54-годишњег боравка.
Након Терезине смрти, палата је стављена ван употребе од стране чланова краљевске породице све док се нововенчани пар наследни принц Густаф Адолф и принцеза Сибила нису преселили у њу 1932. године након темељне реновације. Ту су рођене принцезе Маргарета, Биргита, Дезире и Кристина и принц Карл Густаф XVI, садашњи краљ Шведске. Након изненадне смрти наследног принца у паду авиона КЛМ ДЦ-3 на аеродрому у Копенхагену 26. јануара 1947. године, мајка удовица и њена деца завршили су свој стални боравак у палати.
Краљ Густаф VI Адолф одрекао се краљевског права на располагање палатом и пустио је на коришћење Влади 1966. године као званичну резиденцију за угледне стране госте Владе у Шведској, иако се показало да је у ту сврху била прилично ретко коришћена. 
Премијер Рејнфелт је 23. априла 2009. објавио да ће права на располагање Хага палатом бити враћена Краљевском двору као венчани поклон владе у светлу одобреног брака принцезе Викторије са Данијелом Веслингом у јуну 2010. Пар се уселио 15. новембра 2010. године.